# 流行病学转变

人口转型图示：第一及第四阶段出生率与死亡率快速下降，由于出生率的下降更远出现，使得人口得以增长，并在第五阶段重新稳定下来。

流行病学转变（epidemiological transition）是人口学与医学地理学中的一个概念，是指人口随着医学的进步而快速增长，但之后又由于生育率的降低而使人口重新稳定下来。该理论由阿布德尔·欧姆兰（Abdel R Omran）于1971年提出。
欧姆兰将人类死因分为三个阶段，在最后一个阶段中慢性疾病成为了主要死因。这三个阶段分别为：
1. 大流行与饥荒期（The Age of Pestilence and Famine）：此阶段死亡率高且变化幅度大，因而妨碍了人口的增长，同时预期寿命很低，在20至40岁间浮动。
2. 流行减退期（The Age of Receding Pandemics）：此阶段死亡率逐渐降低且降速加快，流行病死亡高峰减少。平均预期寿命增加到30至50岁。人口开始呈指数增长。
3. 退化及人为疾病期（The Age of Degenerative and Man-Made Diseases）：此阶段死亡率继续降低，最终达到相对低水准的稳定状态。预期寿命增加并超过50岁，生育率开始成为影响人口增长的主要因素。[1]

一个国家中的流行病学转型随着其经历从发展中国家到发达国家的现代化过程而出现。现代医疗保健及抗生素等药物的发展，极大地降低了婴儿死亡率并增加了平均预期寿命。之后生育率逐渐降低，慢性及退化疾病转变成为更主要的死因。